# Ezequiel Mosquera
Pour les articles homonymes, voir Mosquera.
Mosquera  Míguez est un nom espagnol. Le premier nom de famille, en général paternel, est Mosquera ; le second, en général maternel, souvent omis, est Míguez.
Ezequiel Mosquera Míguez, né le 19 novembre 1975 à Cacheiras (Galice), est un coureur cycliste espagnol, professionnel entre 1999 et 2010. Il a notamment terminé deuxième du Tour d'Espagne 2010, où il a également remporté une étape.

## Biographie
Ezequiel Mosquera commence le cyclisme à l'âge de 18 ans. Il travaille alors dans la scierie de sa famille et s'entraîne le soir. À partir de 20 ans, il s'entraîne plus sérieusement. Il décroche sa première victoire l'année suivante. En 1998, à 22 ans, il rejoint l'équipe amateur Aguas de Mondariz et quitte son emploi pour se consacrer au cyclisme. Il termine notamment deuxième du Tour de Tenerife.
Après avoir un temps songé à arrêter le cyclisme par manque de moyens, il suit le conseil de David García et part au Portugal. Il passe ainsi professionnel en 1999 dans l'équipe Paredes Movel-Ecop, qui devient ensuite Paredes Rota Dos Moveis. Son compagnon d'entraînement David Blanco l'y rejoint en 2000. En 2002, il remporte la Clássica da Primavera.
Passé par les équipes Cantanhede-Marques de Marialva puis Carvalhelhos-Boavista en 2003 et 2004, il est recruté en 2005 par l'équipe continentale professionnelle espagnole Kaiku. Il gagne une étape du Tour de La Rioja en solitaire et obtient plusieurs place d'honneur sur des courses par étapes : cinquième du Tour de Murcie, huitième du Tour d'Andalousie, dixième du Tour de Burgos et du Tour de Catalogne où il se classe quatrième du contre-la-montre en côte arrivant à Arcalis. Son équipe n'est cependant pas sélectionnée au Tour d'Espagne.
En 2006, Ezequiel Mosquera rejoint l'équipe continentale professionnelle Comunidad Valenciana, où il retrouve David Blanco. Il est neuvième du Tour du Trentin et du Tour de Burgos, dixième du Giro d'Oro et de la Subida a Urkiola. L'équipe Comunidad Valenciana est cependant privée de participation au Tour de France et au Tour d'Espagne en raison de l'affaire Puerto. Le directeur sportif Juan Ignacio Labarta est soupçonné d'être impliqué dans un trafic de produits dopants. La Communauté valencienne cesse de sponsoriser l'équipe et celle-ci disparaît à la fin du mois d'août.
Mosquera est alors recruté par la nouvelle équipe Karpin Galicia. Quatrième du Trofeo Pollença en début de saison, il obtient ensuite des résultats sur des courses par étapes : onzième du Tour de la Communauté valencienne et du Tour de Castille-et-León, 16e du Tour des Asturies, 21e du Tour du Pays basque. En septembre, il prend le départ de son premier Tour d'Espagne, à 31 ans. Régulièrement parmi les meilleurs en montagne, il surprend en finissant cinquième du classement général. Il est depuis leader de son équipe sur la Vuelta. Il a terminé quatrième en 2008 et à nouveau cinquième en 2009. Lors du Tour d'Espagne 2010, il gagne la 20e étape et finit deuxième du classement général. 
Le jeudi 30 septembre, l'Union cycliste internationale annonce qu'un contrôle antidopage dont il a été l'objet durant ce Tour d'Espagne révèle la présence d'hydroxyéthylamidon. Son coéquipier David García Dapena présente les mêmes résultats.
Il a signé un contrat avec l'équipe Vacansoleil-DCM pour la saison 2011, à la suite de l'arrêt de l'équipe Xacobeo Galicia. Il n'a pas couru avec Vacansoleil-DCM qui l'a suspendu provisoirement en attendant un éclaircissement quant à son contrôle positif sur le Tour d'Espagne 2010. Mosquera est finalement suspendu deux ans à compter du 16 novembre 2011 et perd les résultats obtenus à partir du 12 septembre 2010 soit sa victoire d'étape et sa deuxième place au Tour d'Espagne. Début janvier 2015, l'Audience Nationale espagnole annule cette décision. Ainsi, il récupère le bénéfice de sa deuxième place finale et de sa victoire d'étape sur le Tour d'Espagne 2010.

## Palmarès
| - 1998 - 2e du Tour de Tenerife - 3e du Tour de Castellón - 1999 - 2e étape du Tour des Terres de Santa Maria da Feira - 2000 - 3e du Grande Prémio Alto Douro - 3e du Circuit de Malveira - 2001 - 2e de la Volta a Trás-os-Montes e Alto Douro - 2002 - Clássica da Primavera - 2005 - 3e étape du Tour de La Rioja - 10e du Tour de Catalogne - 2007 - 3e du Challenge de Majorque - 5e du Tour d'Espagne | - 2008 - Clásica de Alcobendas : - Classement général - 1re étape - 4e du Tour d'Espagne - 9e du Tour du Pays basque - 2009 - 5e étape du Tour de Burgos - 3e du GP Llodio - 5e du Tour d'Espagne - 2010 - 20e étape du Tour d'Espagne - 2e du Tour d'Espagne - 2e du Tour de Burgos - 3e du Tour de Castille-et-León |

## Résultats sur le Tour d'Espagne
4 participations
- 2007 : 5e
- 2008 : 4e
- 2009 : 5e
- 2010 : 2e, vainqueur de la 20e étape

## Classements mondiaux
| Année                  | 2005 | 2006 | 2007 | 2008 | 2009 | 2010 |
| ---------------------- | ---- | ---- | ---- | ---- | ---- | ---- |
| Calendrier mondial UCI |      |      |      |      | 52e  | 31e  |
| UCI America Tour       |      |      |      |      |      | 270e |
| UCI Europe Tour        | 217e | 389e | 484e | 93e  | 125e | 60e  |